# Rött sumpax
Rött sumpax (Helonias bullata) är en art i familjen stickmyrtenväxter och den enda arten i släktet. Den odlas ibland som trädgårdsväxter i Sverige.